# Lac d'Ourmia
Le lac d'Oroumieh (en persan : دریاچه ارومیه ; en arménien : Կապուտան լիճ (Kapoutan litch) ; en azéri : اورمیه ﮔﺆﻟﻮ (Urmu gölü)) est un lac salé endoréique. Avec le lac de Van et le lac Sevan, le lac d'Ourmia est l'une des « trois mers » de l'antique royaume d'Arménie. Plus grand lac d’Iran et d'Asie de l'Ouest, il fait partie du parc national du même nom.
Une des particularités du lac d’Ourmia est l’absence d’émissaire (cours d’eau artificiel ou naturel constituant le déversoir d’un lac), absence qui lui confère le statut géographique d’étendue d'eau endoréique, parfois assimilé à celui de « petite mer intérieure ». Son bassin hydrographique et son réseau de drainage (écoulement de l’eau dans le sol) atteignent environ 5 200 kilomètres carrés. Les principaux affluents du lac sont la rivière iranienne Aji Chay (ou Talkheh Rud), s’écoulant au nord-est de l’Azerbaïdjan iranien et charriant les neiges fondues des massifs du Sabalân et du Sahand, et les rivières jumelles Zarineh (Jagatu) et Simineh (Tatavi), venant du sud.

## Noms
Le nom du lac est emprunté à la ville d'Ourmia, nom d'origine syriaque signifiant « cité de l'eau ». Il fut rebaptisé « lac de Reza » (en persan : دریاچه رضائیه, Daryātcheh-ye Rezaïeh) au début des années 1930, du nom de Reza Pahlavi, alors chah d'Iran, puis à nouveau dénommé « lac d'Ourmia » au milieu des années 1970. Son ancien nom persan était Shishast.
Avec le lac de Van et le lac Sevan, le lac d'Ourmia, connu des Arméniens en tant que Kapoutan litch (en arménien Կապուտան լիճ), était l'une des « trois mers » de l'antique royaume d'Arménie.

## Les régions lacustres en Iran
Le lac d’Ourmia, situé dans la région historique d’Arménie (plus vaste que l’actuel État de ce nom) près de la frontière turque, occupe l’un des bassins intérieurs de l’Iran, qui ensemble occupant la plus grande part de la superficie du pays. En effet, l’Iran abrite un large éventail de cuvettes fermés, salées pour la plupart, vestiges de l’ancienne mer Téthys. Les bassins iraniens sont très riches en sel, gypse et diverses autres évaporites, qui rendent ces zones peu propices à l’agriculture. La présence de deux importantes chaînes de montagnes, l’Elbourz-Kopet Dagh et le Zagros-Mekran, isole ces bassins des régions plus fertiles situées au nord ou au sud. Précisément, le bassin du lac d’Ourmia est occupé par un lac permanent, dont le taux de salinité est très élevé.

## Dimensions et assèchement
La surface maximale du lac est d'environ 5 200 km2. Dans ses plus grandes dimensions, il mesure environ 140 km de long et 55 km de large. Sa profondeur maximale est d'environ 16 m.
Bien qu'encore classé en 2012 parmi les plus grands lacs hypersalés permanents du monde, et plus grand lac du Moyen-Orient, le lac d'Ourmia rétrécit fortement, avec une évaporation annuelle de 0,6 à 1 m qui en augmente la salinité. En 2014, il est estimé que sa surface s'est réduite d'environ 90 % en 45 ans, soit par rapport au début des années 1970. À l'automne 2023, le lac est tout à fait à sec. Plusieurs facteurs expliquent ce rétrécissement :
- le détournement pour l'irrigation des cours d'eau qui s'y déversaient[8] ;
- le prélèvement massif dans les nappes phréatiques qui l'alimentaient[9] ;
- le réchauffement climatique global qui augmente l'évaporation estivale[10].

La photographe documentaire iranienne Solmaz Daryani a documenté cette catastrophe écologique dans son projet : The Eyes of Earth.

Évolution de la superficie du lac, 1984-2014.
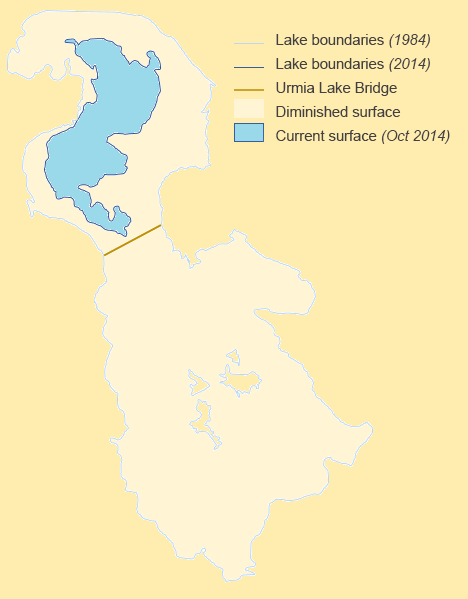
Surface du lac d'origine (en jaune clair) et en octobre 2014 (en bleu)
- L'assèchement du lac d'Ourmia d'après des images satellites.

## Enjeux actuels de la catastrophe écologique
Si le lac d’Ourmia était l’un des plus grands lacs d’eau salée au monde, son dessèchement rapide appelle à réévaluer sa place et à réfléchir à sa sauvegarde. Les terres environnant le lac deviennent stériles, le rétrécissement du bassin depuis les années 1980 met en lumière l’esquisse d’une catastrophe écologique de grande ampleur. D’après l’UNESCO, le lac a perdu 70 à 80 % de sa surface originelle depuis les années 1970, de seize mètres de profondeur il est passé aujourd’hui à deux mètres au maximum.

### Une cause de la crise: la modernisation industrielle
C’est d’abord le gouvernement du chah d’Iran qui, à partir des années 1970, entame la construction de barrages pour pourvoir aux besoins en électricité de la population et des industries, tout en permettant de développer la région du nord-ouest. La guerre entre Iran et Irak en 1980 marque une rupture dans la conduite des projets d’aménagement. Une nouvelle impulsion est ensuite donnée en 1990, avec un intérêt particulier porté à l’agriculture.
En effet, en vue de moderniser le pays après la révolution islamique de 1979, des grands programmes de construction ont été produits, d’abord sous la présidence de Mohammad Khatami puis sous celle de Mahmoud Ahmadinejad. L’impact de ces politiques est visible au niveau des productions : les paysans délaissent les cultures peu gourmandes en eau, par exemple le raisin, au profit de la betterave qui demande des apports considérables. Certaines cultures sont traditionnellement tournées vers l’exportation cependant, et restent très friandes en eau. Par exemple, la production de la pistache en Iran représente un tiers de la production mondiales. De ce fait, on note une expansion de la surface occupée par les vergers. Entre 1994 et 2006 leur part en superficie passe de 16 % à 30 %. Les rivières affluentes du lac ont vu se développer de multiples barrages, 70 au total, afin de nourrir le développement de l’industrie agricole en Iran. Ajoutés à ces barrages, plus de 24 000 puits furent creusés illégalement dans la région du nord-ouest par les villageois eux-mêmes, précipitant l’assèchement du bassin. En 2012, on en dénombre 107 000, et des agriculteurs vont même plus loin en disposant des pompes directement dans les rivières, amoindrissant le débit en eau douce vers le lac. Les rendements de ces mesures semblent moindres par rapport aux investissements réalisés : l’agriculture consomme aux alentours de 89 % des ressources de la région, avec des pertes considérables au niveau des canaux d’acheminement vétustes, alors qu’elle ne fournit que 15 % du PIB.

### Une cause environnementale: le cycle accéléré de la désertification
La rapide dégradation du lac résulte également de facteurs extérieurs à l’action humaine. Par exemple, la multiplication et l’intensification de tempêtes de sel et de poussières nocives détruisent les cultures qui se développaient aux environs, et favorisent la baisse des récoltes. L’enclenchement d’un cycle irréversible est souligné lorsqu’on aborde la disparition du lac d’Ourmia. L’assèchement complet de son eau mènerait à l’exposition d’environ 8 milliards de tonnes de sel à l’air libre, qui finirait par infiltrer rapidement les nappes phréatiques de la région. Ce processus de salinisation serait alors vecteur de la propagation de maladie au sein de la population, parmi lesquelles les cancers, l’hypertension artérielle et les pathologies respiratoires. Associée à ces dynamiques, la désertification du nord-ouest iranien s’impose urgemment à l’agenda politique de l’Iran. En 2013, l’ex-ministre de l’Agriculture, Isa Kalantari énonce que : « L’Iran est en train de devenir un désert inhabitable. Cependant, n’imaginez pas que cela se produira demain. C’est déjà le cas ! ».

## Réactions locales, nationales et internationales à l'assèchement du lac

### L'aggravation des tensions autour de la question azérie
En termes d’implications sociales et politiques, la disparition progressive du lac aggrave des tensions communautaires et le ressentiment des habitants irano-azéris envers un gouvernement ignorant les revendications déjà anciennes de cette minorité en Iran, à savoir l’obtention de davantage de droits culturels, économiques et politiques. Le lac d’Ourmia, surnommé « le solitaire turquoise de l'Azerbaïdjan », est une source principale de revenus et de développement de la communauté azérie, sa dégradation revêt donc d’autant plus d’importance pour la survie et les productions. En effet, la désertification de la région a un impact considérable sur l’agriculture iranienne, et plus précisément sur l’économie paysanne de la région. La dévastation des cultures par l’effet cumulé des sécheresses et de l’accumulation de sel provoque d’érosion des sols et a déjà généré une augmentation du chômage chez les paysans habitant à proximité du lac d’Ourmia. Le secteur du tourisme en pâtit également, laissant constater la désertion des eaux chaudes et hypersalines thérapeutiques. Un panorama désolé se dresse maintenant avec des jetées qui ne mènent nulle part et des épaves de bateaux rouillées qui laissent entrevoir le passé prospère de la région du lac d’Ourmia. Récemment, les eaux du lac ont pris une teinte rougeâtre du fait de la présence d’algues et de bactéries dans ce lac où l’eau est huit fois plus salée que l’océan.
Dès 2011, des manifestations s’organisent dans le nord-est et en Azerbaïdjan pour signifier le mécontentement face à l’absence totale de réaction de Téhéran face au problème. Des altercations avec la police ont lieu, notamment dans les villes de Tabriz et d’Oroumieh. Le gonflement des tensions entre la communauté azérie et le gouvernement est manifeste. Avec la disparition du lac, les habitants présents au nord-ouest de l’Iran mais aussi dans les régions voisines en Turquie et en Azerbaïdjan seraient alors contraintes à quitter la région, avec des millions de personnes déplacées et un exode rural massif. À la suite des manifestations dans la région du lac d’Ourmia, en août 2011, le Parlement iranien refuse d’accorder des fonds prévus pour l’irrigation du bassin. En réponse, on assiste à une escalade des tensions avec l’organisation de marches par des associations d’activistes de Tabriz et Oroumieh durant lesquelles les autorités procèdent à plusieurs arrestations. Bernard Hourcade, Directeur de recherche au CNRS et géographe spécialiste de l’Iran met en exergue la coloration particulière que prend la question azérie pour les dirigeants du pays. Il explique que : « le lac reste une véritable épine dans le pied du gouvernement iranien. Il existe un long passif de paranoïa de la part de l’élite religieuse du pays concernant le spectre de l’indépendance azérie ». Ici, il fait référence à la constitution d’un mouvement nationaliste créé au début du XXe siècle pour créer une entité indépendante, un Azerbaïdjan contemporain, réunissant le peuple azerbaïdjanais d’Iran et celui de Turquie.

### Réponse partielle de l'État à la crise sociale et environnementale
Des mesures sont annoncées tardivement pour répondre à l’exacerbation des tensions autour de la disparition accélérée du lac d’Ourmia. Ces dernières restent lacunaires. Mahmoud Ahmadinejad, président de la République Islamique d'Iran de 2005 à 2013 adopte d’abord un discours acculant les pays occidentaux. Il les érige en responsables de la catastrophe écologique et sociale se jouant au sujet du lac, et en mai 2011, il dénonce que : « les pays occidentaux ont conçu un plan pour provoquer notre sécheresse. Selon des rapports climatiques précis, les pays européens ont utilisé un équipement spécial pour créer des nuages de pluie en Europe et les empêcher d’atteindre l’Iran et le Moyen-Orient ».
Dans un second temps, le président montre sa volonté de prendre les mesures adéquates afin de contenir l’assèchement du lac et de satisfaire les populations touchées par la crise de l’industrie agricole dans la région. Ainsi, il promet de relâcher 600 millions de mètres cubes d’eau de l’un des barrages situés sur les rives du lac d’Ourmia (barrage d’Aras). Dans la continuité de cette approche, endossant les nouvelles fonctions de président de la République islamique, Hassan Rohani s’emploie à focaliser son agenda politique sur cette problématique du lac. En 2013, il s’agit de l’un des sujets centraux de sa campagne électorale. Il promet alors d’allouer 4,6 milliards d’euros pour financer les mesures permettant la sauvegarde du lac d’Ourmia et des secteurs économiques qui y sont liés. Toutefois, aucune des propositions élaborées par ces chefs d’État ne semble s’être traduite par la mise en place de projets concrets. Les promesses restent à l’état de discours et aucune mesure matérielle ne permet d’affirmer que le gouvernement s’attaque véritablement au problème. La situation s’envenime et devient irréversible dans le pays ayant accueilli la signature de la convention des Nations unies sur la protection des zones humides, dite Convention de Ramsar, en 1971.
L’ONU se saisit également de la question et demande à l’Iran une baisse de 20 % de la consommation des ressources renouvelables en eau en Iran. En effet, la consommation en eau des Iraniens pour leur usage domestique est de 150 litres (contre 50 pour la moyenne mondiale), les chiffres pouvant monter jusqu’à 400 litres au niveau de la capitale et de ses foyers urbains. Ces données s’expliquent en grande partie par le mauvais état du réseau de conduction, pouvant générer des pertes à plus de 40 % dans certaines zones. En réponse aux Nations unies, le gouvernement décide en mars 2018 d’augmenter les tarifs de l’eau de 20 % tandis que la population critique déjà abondamment le coût de la vie dans le pays. La construction des barrages a été endiguée et les paysans sont encouragés pour substituer aux techniques traditionnelles d’arrosage la méthode du goutte-à-goutte. L’Organisation des Nations unies pour l’alimentation et l’agriculture (FAO) vient aussi aider le pays à reboiser la région en végétaux halophytes, adaptés aux milieux salés, sur une surface de 500 hectares.

### Sortir de l'impasse par la diplomatie internationale
Le 27 février 2018, Téhéran accueille une conférence à laquelle assistent la plupart des pays du Moyen-Orient, Arabie Saoudite comprise, portant sur « la diplomatie de l’eau et ses opportunités en Asie de l’Ouest ». Cette dernière montre l’importance de l’enjeu à une échelle régionale et pas uniquement nationale. En effet, il est important de rappeler que l’Iran partage des bassins versants et cours d’eau avec douze pays voisins, tous souffrant de la baisse des précipitations sous l’effet du changement climatique. Pour faire remonter le niveau du bassin, des projets de construction de canaux reliant le lac aux cours d’eau transfrontaliers situés en Irak ou en Turquie sont imaginés.

#### Obstacles
Ces idées se heurtent aux besoins en eau auxquels sont confrontés ces mêmes pays. Par exemple, en 2014 un projet d’échange d’eau contre du pétrole avec le Tadjikistan via pipeline avait été abordé mais les difficultés hydriques du Turkménistan et les tensions politiques avec l’Iran ont rapidement mis un terme à cette ébauche. Une alternative proposée est l’utilisation de la mer Caspienne qui borde l’Iran mais aussi l’Azerbaïdjan, la Russie, le Kazakhstan et le Turkménistan. Un autre problème se dessine ici : celui de la pollution des eaux de la mer en hydrocarbures et métaux lourds. D’autres projets sont envisagés à l’image des négociations à propos de la restauration des marais d’Hawizeh, zones humides irano-irakiennes classées au patrimoine mondial de l’UNESCO, qui permettrait de produire une humidité suffisante pour limiter les tempêtes de poussières à l’Ouest de l’Iran. Le succès d’un tel programme repose sur l’engagement devant être fourni par Bagdad quant à la limitation de l’usage des eaux provenant de la zone.
Un dernier projet d’échange d’eau contre des hydrocarbures avec la Géorgie et l’Arménie, soutenu par l’Allemagne et la Chine (rénovation des réseaux de distribution), aménagerait une voie de sortie pour sauvegarder le lac d’Ourmia. Ici, la pierre d’achoppement reste les sanctions internationales formulées par Washington à l’encontre de l’Iran qui jettent une incertitude sur l’intérêt de réaliser des investissements de cette ampleur en Iran.

## Îles

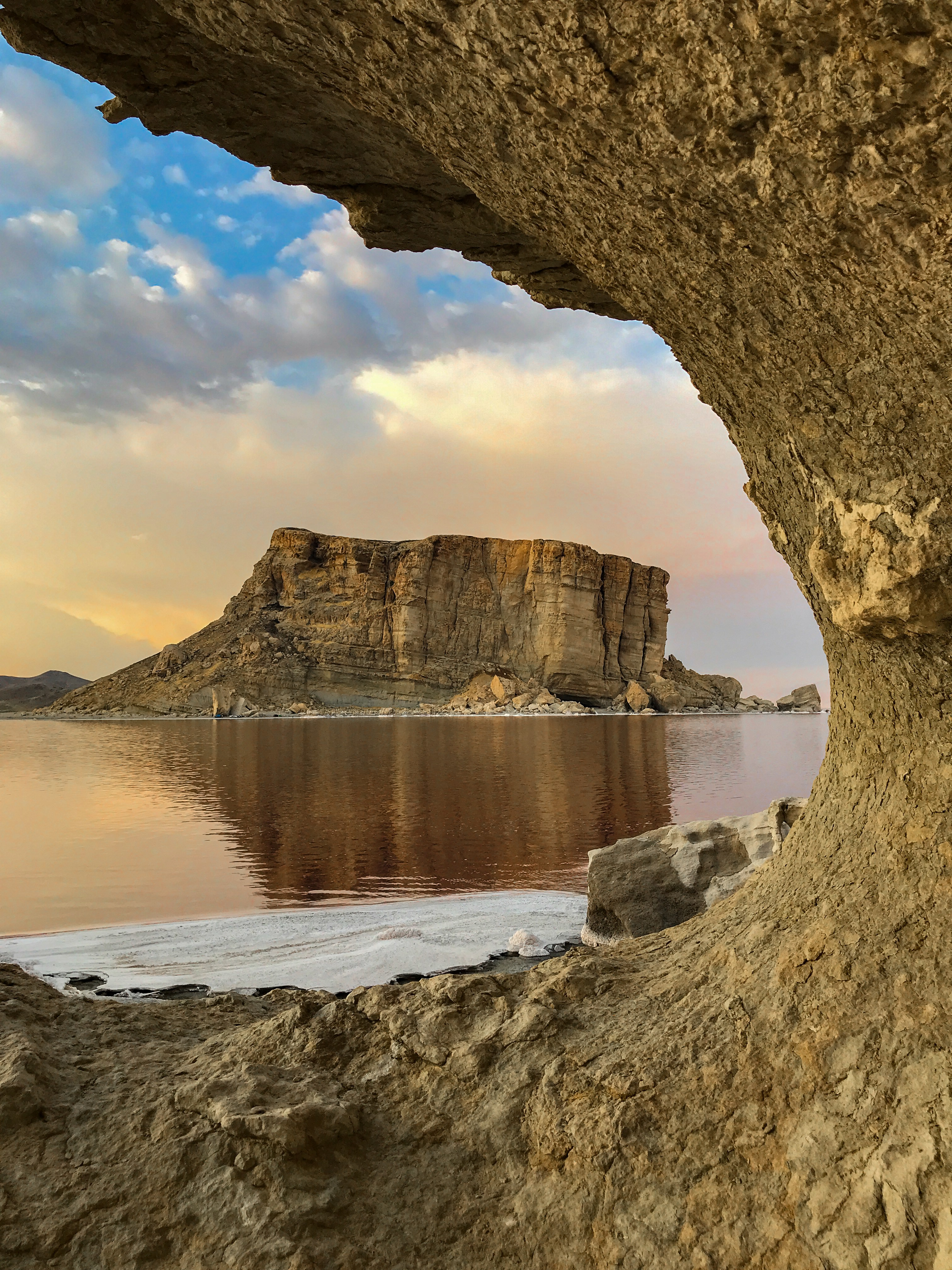
کاظم‌داشی, une ile du lac d'Ourmia. Août 2019.

Le lac comptait 102 îles, qui, pour la plupart, ne sont plus que des buttes dans la partie asséchée, au sud. Leurs noms sont les suivants, :
- Arezu,
- Eshak,
- Espir,
- Kaboudi, la deuxième par la taille,
- Shahi (en) (Eslami), la plus grande de toute, elle serait le lieu où est enterré Hulagu Khan, le petit-fils de Genghis Khan et vainqueur de Bagdad),
- Espiro,
- Espirak,
- Azin,
- Mehr,
- Mehran,
- Mehrdad,
- Borzu,
- Borz,
- Siyavash,
- Siyah-Tappeh,
- Tanjeh,
- Tanjak,
- Bon-Ashk,
- Ashksar,
- Ashku,
- Chak-Tappeh,
- Day,
- Magh,
- Meydan,
- Cheshmeh-kenar,
- Miyaneh,
- Samani,
- Azar,
- Sangan,
- Sangu,
- Tak,
- Jowzar,
- Jovin,
- Jodarreh,
- Sepid,
- Bastvar,
- Zirabeh,
- Bahram,
- Gorz,
- Ardeshir,
- Nahid,
- Penhan,
- Shahin,
- Kenarak,
- Zartappeh,
- Khersak,
- Naviyan,
- Omid,
- Garivak,
- Gordeh,
- Giv,
- Kalsang,
- Golgun,
- Aram,
- Panah,
- Kariveh,
- Zagh,
- Meshkin,
- Sahran,
- Pishva,
- Kam,
- Kameh,
- Sorush,
- Sorkh,
- Shabdiz,
- Nakhoda,
- Kuchek-Tappeh,
- Tus,
- Borzin,
- Arash,
- Atash,
- Siyah-sang,
- Karkas,
- Shurtappeh,
- Navi,
- Nahoft,
- Shush-Tappeh,
- Iran-Nezhad,
- Shamshiran,
- Mahdis,
- Kakayi-e Bala,
- Kakayi-ye Miyaneh,
- Kakayi-e Pain,
- Takht,
- Takhtan,
- Markid,
- Kaveh,
- Mahvar,
- Nadid,
- Kaman,
- Zarkaman,
- Zarkanak,
- Nahan,
- Bard,
- Bardin,
- Bardak,
- Tir,
- Tashbal,
- Sarijeh,
- Bon,
- Kafchehnok.

## Biodiversité
Dès 1967, le lac est classé en tant que « zone humide protégée ». En conséquence, l’État iranien tente de garantir la préservation de sa faune et de sa flore. Le lac Ourmia est reconnu au titre de site Ramsar depuis le 23 juin 1975. Il constitue également un parc national depuis 1975 et une réserve de biosphère de l'UNESCO depuis 1976.
Le lac est parsemé de plus d'une centaine de petites îles rocheuses, qui sont un point d'arrêt pour diverses espèces d'oiseaux au cours de leur migration (dont les flamants, les pélicans, les spatules, les ibis, les cigognes, les tadornes, les avocettes, les échasses et les goélands). Le lac est trop salé pour que des poissons puissent y vivre.

## Activité humaine
Les sels du lac sont par ailleurs utilisés pour leurs effets médicaux, en particulier contre les rhumatismes.
Le lac est une barrière majeure entre les deux plus importantes villes de l'Azerbaïdjan oriental et l'Azerbaïdjan occidental, Ourmia et Tabriz. Le pont du lac d'Ourmia permet de relier les deux provinces en traversant le lac en son milieu. Ce pont a été projeté et commencé dans les années 1970, il fut abandonné après la révolution de 1979 mais relancé au début des années 2000 et achevé en novembre 2008.

## Galerie

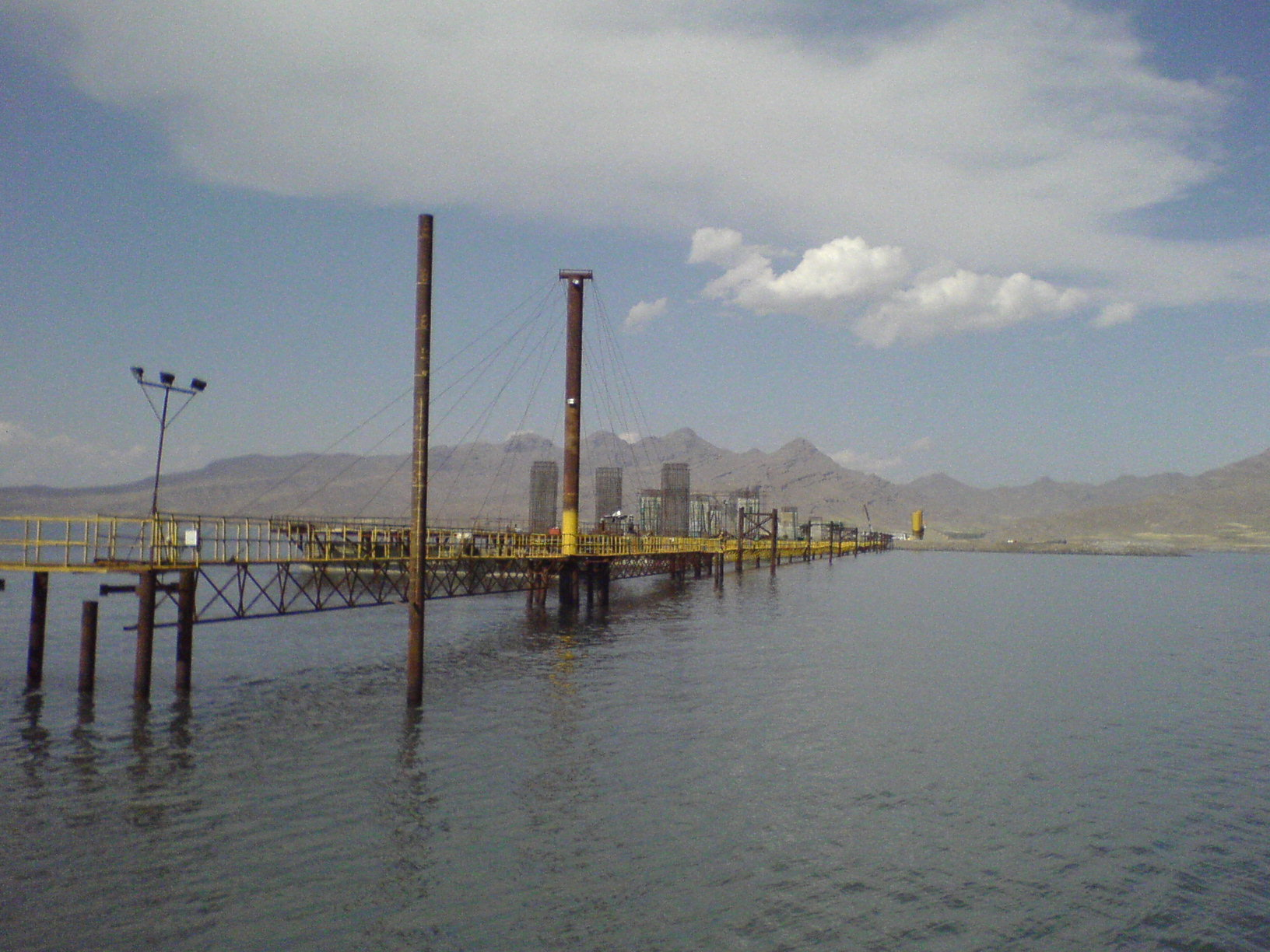
Pont du lac d'Ourmia en construction sur le lac, 2007.
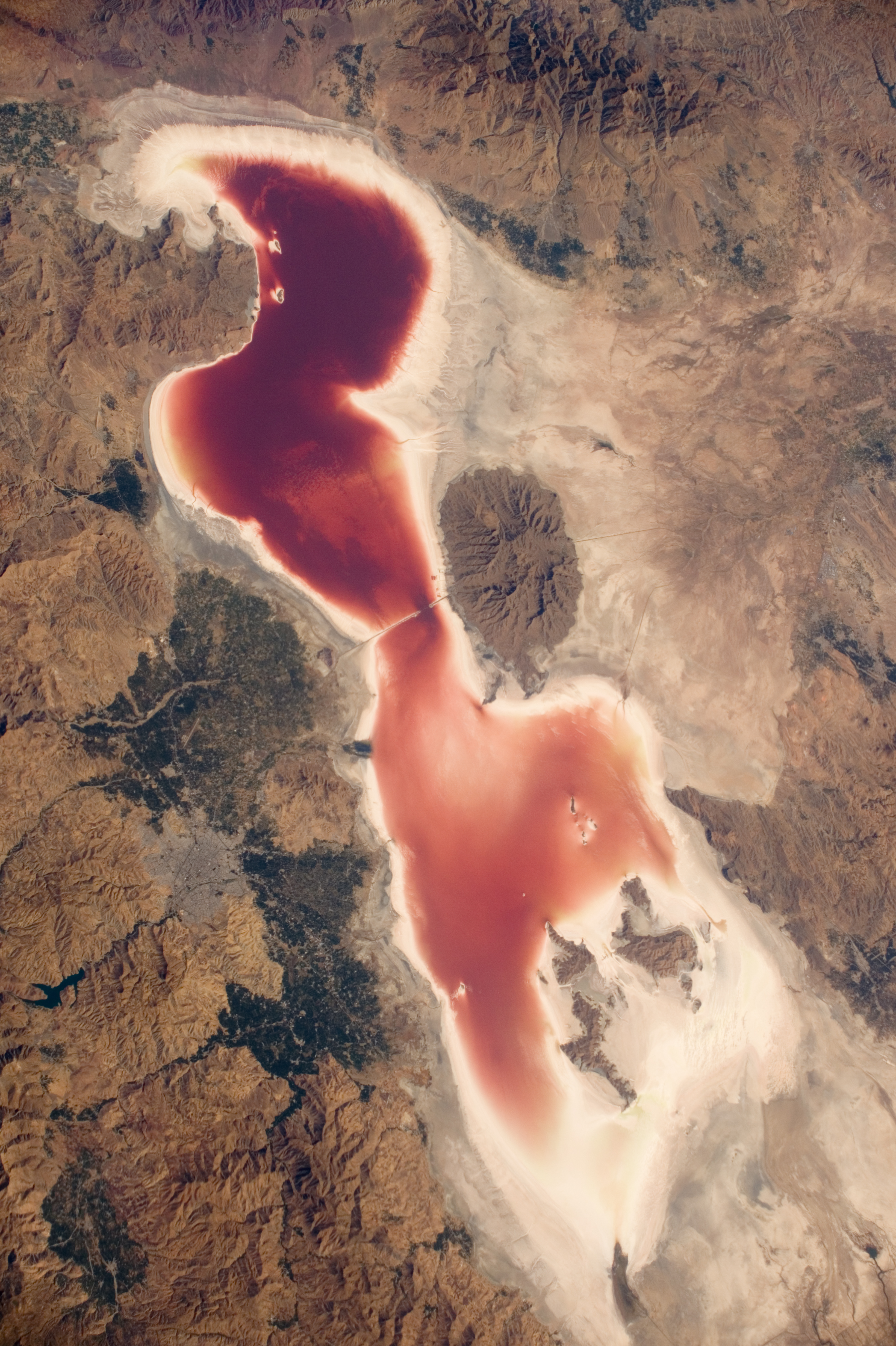
Le lac fossile d'Ourmia vu de la Station spatiale internationale en Septembre 2016.